# Patrick O'Neal
Pour les articles homonymes, voir O'Neal.
Patrick O'Neal est un acteur américain né le 26 septembre 1927 à Ocala (Floride), mort le 9 septembre 1994 à New York.

## Carrière
Après le lycée, Patrick O'Neal étudie l'art dramatique à l'Université de Floride. Il sert dans l'US Air Force pendant la Guerre de Corée, puis reprend sa formation après le conflit et suit notamment des cours à l'Actors Studio. Il entame une carrière au théâtre et remporte un grand succès critique en interprétant à Broadway le rôle masculin principal dans La Nuit de l'iguane, de Tennessee Williams. Le rôle dans l'adaptation cinématographique de la pièce lui échappe cependant au profit de Richard Burton. À partir du milieu des années 1960, il apparaît de plus en plus au cinéma, mais généralement dans des rôles secondaires. Il interprète l'un des personnages principaux de La Lettre du Kremlin, de John Huston.
Il est victime d'une tuberculose, dont il décède le 9 septembre 1994 à 66 ans.

## Vie privée
Marié en 1956, Patrick O'Neal était le père de deux enfants. Parallèlement à sa carrière de comédien, il était également, avec sa femme et son frère, le propriétaire de plusieurs restaurants à Manhattan.

## Filmographie

### Cinéma
- 1954 : Le tueur porte un masque (The Mad Magician) de John Brahm : Lt. Alan Bruce
- 1954 : Le Chevalier du roi (The Black Shield of Falworth) de Rudolph Maté : Walter Blunt
- 1960 : From the Terrace de Mark Robson : Dr Jim Roper
- 1961 : A Matter of Morals de John D. Hess (sv) : Alan Kennebeck
- 1963 : Le Cardinal (The Cardinal) d'Otto Preminger : Cecil Turner
- 1965 : Première victoire (In Harm's Way) d'Otto Preminger : Commander Neal Owynn
- 1965 : Un caïd (King Rat)  de Bryan Forbes : Top Sgt. Max (King's flunky)
- 1966 : La Chambre des horreurs (Chamber of Horrors) de Hy Averback : Jason Cravatte aka Jason Caroll
- 1966 : Alvarez Kelly d'Edward Dmytryk : Maj. Albert Steadman
- 1966 : L'Homme à la tête fêlée (A Fine Madness) d'Irvin Kershner : Dr Oliver West
- 1967 : Mission T.S. (Matchless) d'Alberto Lattuada : Perry 'Matchless' Liston
- 1968 : Que faisiez-vous quand les lumières se sont éteintes ? (Where Were You When the Lights Went Out ?), de Hy Averback : Peter Garrison
- 1968 : The Secret Life of an American Wife (en) de George Axelrod : Tom Layton
- 1968 : Les Tueurs sont lâchés (Assignment to Kill) de Sheldon Reynolds : Richard Cutting
- 1969 : Un château en enfer (Castle Keep) de Sydney Pollack : Capt. Lionel Beckman
- 1969 : Stiletto de Bernard L. Kowalski : Baker
- 1970 : La Lettre du Kremlin (The Kremlin Letter) de John Huston : Charles Rone
- 1970 : El Condor de John Guillermin : General Chavez
- 1972 : Corky (en) de Leonard Horn (en): Randy
- 1973 : Nos plus belles années (The Way We Were)  de Sydney Pollack : George Bissinger
- 1974 : Silent Night, Bloody Night (en) de Theodore Gershuny : John Carter
- 1974 : To Kill the King : David Howard
- 1975 : Les Femmes de Stepford (The Stepford Wives) de Bryan Forbes : Dale Coba
- 1976 : Independence de John Huston  : George Washington
- 1985 : The Stuff de  Larry Cohen : Fletcher
- 1987 : Mon Père c'est moi (Like Father Like Son) de Rod Daniel : Dr Larry Armbruster
- 1989 : New York Stories : Phillip Fowler
- 1990 : Contre-enquête (Q & A) de Sidney Lumet : Kevin Quinn (Chief of Homicide)
- 1990 : Die Hard 2 : 58 Minutes pour vivre (Die Hard 2) de Renny Harlin : le caporal Telford
- 1990 : Alice de Woody Allen : le père d'Alice
- 1991 : For the Boys de Mark Rydell : Shephard
- 1992 : Piège en haute mer (Under Siege) de Andrew Davis : Capt. Adams

### Télévision
- 1957 : Dick and the Duchess (série) : Dick Starrett
- 1960 : Diagnosis: Unknown (série) : Dr Daniel Coffee
- 1963 : La Quatrième Dimension  (The Twilight Zone) (série) : Harmon Saison 5,épisode 11
- 1968 : Doris comédie (The Doris Day Show) (série) : Jonathan Rusk
- 1968 : Companions in Nightmare : Jeremy Siddack
- 1972 : Columbo : (série), saison 1, épisode 7 : Une ville fatale (Blueprint for Murder) : Elliot Markham
- 1972 : Cool Million (série) : Docteur Emile Snow
- 1975 : Crossfire : Lane Fielding
- 1976 : The Killer Who Wouldn't Die : Commissioner Pat Moore
- 1976 : Twin Detectives : Leonard Rainier
- 1976 : Arthur Hailey's the Moneychangers (feuilleton) : Harold Austin
- 1976 Thriller (série): Dans l'engrenage: Michael Lane
- 1977 : The Deadliest Season : Bertram Fowler
- 1977 : Sharon: Portrait of a Mistress : Ed Dowling
- 1977 : The Last Hurrah (en) : Norman Cass
- 1978 : Columbo (série), saison 7, épisode 3 : Meurtre parfait (Make Me a Perfect Murder) : Frank Flanagan
- 1978 : To Kill a Cop : Police Commissioner
- 1978 : Like Mom, Like Me : Philip Stanford
- 1980 : Make Me an Offer : Pete Strickland
- 1982 : Terreur mortelle (Fantasies) : John Webber
- 1983 : Scandales à l'Amirauté (série) : Harlan Adams (1983)
- 1984 : Spraggue : Dr Miles Richards
- 1984 : "Arabesque" : Si Parrish
- 1985 : Perry Mason Returns : Arthur Gordon
- 1988 : Maigret : Kevin Portman
- 1993 : Perry Mason: The Case of the Skin-Deep Scandal : Arthur Westbrook